# سید احمد کاشانی
سید احمد مصطفوی کاشانی (زاده ۱۳۲۶) سیاستمدار ایرانی است که نماینده دوره اول و دوم در مجلس شورای اسلامی از حوزهٔ انتخابیهٔ شهرستان نطنز و بخش قمصر کاشان بوده‌است. او واپسین فرزند سید ابوالقاسم کاشانی است.

## از تولد تا انقلاب
سید احمد کاشانی در تاریخ یکم دی ماه سال ۱۳۲۶ در منطقهٔ جنوب تهران (بازارچهٔ نایب السلطنه) متولد شد. دورهٔ ابتدایی را در مدرسهٔ شرافت و دوران دبیرستان را در مدارس پهلوی و مروی سپری کرد. سال ۱۳۴۶ وارد دانشکده فنی دانشگاه تهران شد. دورهٔ کارشناسی و کارشناسی ارشد خود را در رشتهٔ راه و ساختمان به پایان رساند. سال ۱۳۵۱، حین تحصیل در مقطع کارشناسی ارشد، بازداشت و به شش ماه حبس محکوم شد. پس از آزادی و اتمام تحصیلات، در سال ۱۳۵۲ به خدمت سربازی اعزام و پس از یک سال خدمت در سال ۱۳۵۳ در پادگان محل خدمت در کرمان که در واقع تبعیدگاه دانشجویان دارای سابقه سیاسی بود بدون وابستگی به گروه‌های سیاسی، دستگیر و به کمیته مشترک ساواک و شهربانی معروف به کمیته ضد خرابکاری (موزه عبرت فعلی) انتقال یافت. در دادگاه نظامی به ۱۵ سال حبس محکوم و در آستانه پیروزی انقلاب اسلامی روز ۱۹ آذر سال ۱۳۵۷ از زندان قصر آزاد شد.

## زندگی شخصی
احمد کاشانی برادر کوچکتر سید محمود کاشانی، استاد دانشکدهٔ حقوق دانشگاه شهید بهشتی و نامزد انتخابات ریاست جمهوری در دوره‌های چهارم و هشتم و رئیس هیئت داوری دعاوی ایران و آمریکا در لاههٔ هلند در دورهٔ نخست وزیری محمدعلی رجایی می‌باشد.

## انتخاب به عنوان نماینده مجلس

سید احمد کاشانی در مجلس

سید احمد کاشانی پس از انقلاب در اولین دوره انتخابات مجلس شورای اسلامی از حوزهٔ انتخابیه شهرستان نطنز، و بخش قمصر به عنوان نماینده مردم وارد مجلس شد. از مواضع مهم او می‌توان به مخالفت وی به همراه سید حسن آیت با میر حسین موسوی هنگام رای‌گیری برای وزارت خارجه در روز ۱۴ تیر ماه سال ۱۳۶۰، و همچنین به مخالفت با نخست وزیری وی اشاره کرد.
از دیگر مواضع او می‌توان به مخالفتش با مصالحه کردن با فرانسه در رابطه با بازپرداخت وام یک میلیارد دلاری ایران به آن کشور افزود. اما آخرین اعتراض وی به دولت در رابطه با بدرفتاری با پزشکان بود. او اعتراض خود را در قالب سؤالی خطاب به وزیر کشور مطرح کرد که، در پاسخ به سؤال احمد کاشانی، وزیر کشور وقت یعنی علی اکبر محتشمی پور او را متهم به هم صدایی با سناتورهای آمریکایی کرده‌است.
در دور دوم انتخابات مجلس هم احمد کاشانی مجدداً از همان حوزه با کسب ۵۸٫۴ درصد آراء.
انتخاب شد اما پیش از پایان دوره دوم و در ۱۴ آبان سال ۱۳۶۵ وی را در حالی که نماینده مجلس بود دستگیر و راهی زندان کرده، پس از سپری کردن ۲۸ ماه، از زندان آزاد شد.
در خاطرات هاشمی رفسنجانی انتشار شب‌نامه و تلاش برای ایجاد شکاف بین ارتش و سپاه علت دستگیری وی ذکر شده‌است. «سید احمد مصطفوی کاشانی نماینده مردم نطنز در مجلس شورای اسلامی به همراه چند تن از افسران ارتش هفته گذشته به اتهام تحریک ارتشیان علیه سپاه پاسداران بازداشت شدند. این عده به حکم دادستانی نیروهای مسلح دستگیر شدند. اتهام کاشانی، تنظیم، تهیه و تکثیر و توزیع شبنامه‌ها با الهام از ضد انقلاب در حساس‌ترین مقطع دفاع مقدس ملت مسلمان ایران منتشر شد تا توجه نیروهای مسلح را در جبهه‌های جنگ به مسائل غیر واقعی بکشانند. نشریه گزارش از انتشارات دفتر تبلیغات حوزه علمیه قم در این زمینه نوشت: " به دنبال مسائلی که حول و حوش تغییر در فرماندهی نیروی زمینی ارتش اتفاق افتاد، نیروهایی از جناح راست با استفاده از اطلاعاتی که از این جریان داشتند، اقدام به برخورد با مسائل جنگ کرده و با امضاهای مجعول اطلاعیه‌ها و شبنامه‌هایی صادر کردند. در این رابطه احمد کاشانی نماینده نطنز در مجلس و نیز چند تن از سران ارتش که سابقه فعالیت در انجمن حجتیه را داشته‌اند، از جمله سرهنگ کتیبه ریاست رکن ۲ ارتش و سرهنگ آگاه به اتهام شرکت در انتشار مسائل تفرقه افکن بین ارتش و سپاه، توسط وزارت اطلاعات دستگیر شدند»
هاشمی رفسنجانی اما حدود دو ماه پیش از آنکه اتهام انتشار شب‌نامه را به احمد کاشانی بزند، ۲۹ شهریور سال ۶۵ در خاطرات خود نوشته بود که وزیر اطلاعات نواری از سخنان نماینده نطنز را نزد او آورده که در مقابل اظهارات آیت‌الله خمینی «در حمایت از دولت و ملامت روزنامه رسالت، اظهاراتی کرده است».
آقای هاشمی رفسنجانی در خاطرات خود نوشته که در جلسه او، احمد خمینی و وزیر اطلاعات قرار شده که موضوع نوار سخنان احمد کاشانی در جلسه سران قوا مطرح شود.

## ریاست کارگاهسد جیرفت

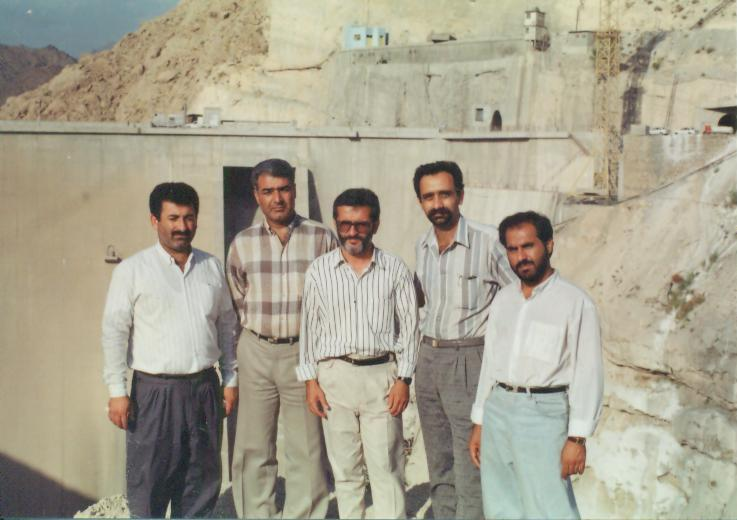
سید احمد کاشانی نفر وسط جلوی سد جیرفت

سید احمد کاشانی پس از آزادی از زندان در اواخر سال ۱۳۶۷، خرداد ماه سال ۱۳۶۸ به عنوان سرپرست کارگاه سد جیرفت مشغول به کار شد و تا سال ۱۳۷۴ در این مسئولیت باقی‌ماند، البته آبگیری سد در بهمن ماه سال ۱۳۷۰ و در حضور رئیس‌جمهور وقت یعنی اکبر هاشمی رفسنجانی انجام شد. این سد که روی هلیل رود ساخته شده‌است اولین سد بلند بتنی پس از انقلاب است که به وسیله شرکت ایرانی پیماب به عنوان پیمانکار و با پرسنل صد در صد ایرانی در تمام سطوح احداث گردید. ۱۳۴ متر ارتفاع داشته و ضخامت آن بین ۱۷ متر در کف تا ۵ متر در تاج متغیر است.

## حضور در انتخابات ریاست جمهوری ۱۳۸۸
احمد کاشانی در ساعات تمدید شدهٔ آخرین روز ثبت نام کاندیداهای ریاست جمهوری سال ۸۸ با حضور در وزارت کشور در این انتخابات شرکت کرد ولی صلاحیت او از سوی شورای نگهبان مورد تأیید قرار نگرفت.

## حضور در انتخابات ریاست جمهوری ۱۳۹۲
احمد کاشانی در ۲۱ اردیبهشت ۹۲ آخرین روز ثبت نام انتخابات ریاست‌جمهوری ایران (۱۳۹۲) با حضور در وزارت کشور در انتخابات شرکت کرد. ولی صلاحیت او از سوی شورای نگهبان تأیید نشد.

## حضور در انتخابات مجلس دهم ۱۳۹۴
احمد کاشانی در یکم دی ماه ۹۴ با حضور در فرمانداری شهرستان کاشان برای شرکت در انتخابات مجلس شورای اسلامی ثبت نام نمود. اگرچه ابتدا در هیئت اجرایی شهرستان کاشان با استناد به بند ۳ ماده ۲۸ (عدم ابراز وفاداری به قانون اساسی و اصل ولایت فقیه) رد صلاحیت شد و در مرحله دوم با استناد به بند ۳ ماده ۳۰ قانون انتخابات، بازداشت ۳۰ سال پیش را دستاویز رد صلاحیت وی قرار دادند، اما سرانجام با اعلام نظر شورای نگهبان در ۹۴/۱۱/۱۷ صلاحیت وی برای شرکت در انتخابات نمایندگی مجلس شورای اسلامی در دوره دهم به تأیید شورای نگهبان رسید. ولی رأی نیاورد.

## حضور در انتخابات ریاست جمهوری ۱۳۹۶
احمد کاشانی در تاریخ ۲۳ فروردین ماه سال ۹۶ و در روز دوم ثبت نام، با حضور در وزارت کشور برای دوازدهمین دوره انتخابات ریاست جمهوری ثبت نام کرد.ولی صلاحیت او رد شد.

## نامه ها
سید احمد کاشانی طی سالیان اخیر نامه های متعددی خطاب به مسئولین کشور نوشته که در زیر عناوین اهم آنها را می بینیم:
خطاب به حسن روحانی رئیس جمهور در تاریخ ۲۹ مرداد ۱۳۹۶ تحت عنوان: وزارتخانه های غیر قانونی و وزیران بی تخصّص
خطاب به اعضای شورای نگهبان در تاریخ ۲ فروردین ۱۳۹۶ تحت عنوان: قانونگزاری در لایحه بودجه، خلاف قانون اساسی و اکیداً ممنوع است
خطاب به علی طیب نیا وزیر اقتصاد دولت وقت در تاریخ ۱۵ فروردین ۱۳۹۶ تحت عنوان: مصیبت عُظمای ملت ایران
خطاب به حسن روحانی رئیس جمهور در تاریخ ۱۶ اردیبهشت ۱۳۹۵تحت عنوان: قانون شکنی دولت و مجلس ریشه مفاسد و مشکلات کشور
خطاب به حسن روحانی رئیس جمهور در تاریخ ۲۹ اسفند ۱۳۹۳ تحت عنوان: پرداخت یارانه خیانت در امانت مردم ایران است
خطاب به آیت الله سید علی خامنه ای در تاریخ ۱۱ بهمن ۱۳۹۲تحت عنوان: هدفمندسازی یارانه ها، کلاه برداری تاریخی و بی سابقه از ملت ایران
خطاب به آیت الله مهدوی کنی رئیس مجلس خبرگان وقت در تاریخ ۲۲ بهمن ۱۳۹۰ تحت عنوان: انتخابات متعلق به مردم ایران است، آنان را محروم نکنید
خطاب به علی لاریجانی رئیس مجلس در تاریخ ۲۰ اسفند ۱۳۸۸ تحت عنوان: مجلس شورای اسلامی قوه قانون‌گزاری است، نه دایره صدور چک
خطاب به محمود احمدی نژاد رئیس جمهور وقت در تاریخ ۱۰ آبان ۱۳۸۸ تحت عنوان: قانون اساسی امانت مردم ایران و ترازوی حقیقی اداره کشور است، آن را در هم نشکنید
خطاب به محمود احمدی نژاد رئیس جمهور وقت در تاریخ ۲۸ بهمن ۱۳۸۵ تحت عنوان: لايحة بودجه سال ۸۶ شايسته نام «بودجه» نيست
خطاب به غلامعلی حداد عادل رئیس مجلس وقت در تاریخ ۱۸ اسفند ۱۳۸۴ تحت عنوان: قانون اساسی خونبهای شهيدان، ميثاق ملت ايران،  ضامن امنيت و استقلال کشور است آن را پايمال نکنيد